# Olvera
Pour les articles homonymes, voir Olvera (homonymie).
Olvera est une ville d'Espagne, dans la province de Cadix, communauté autonome d'Andalousie.

## Géographie

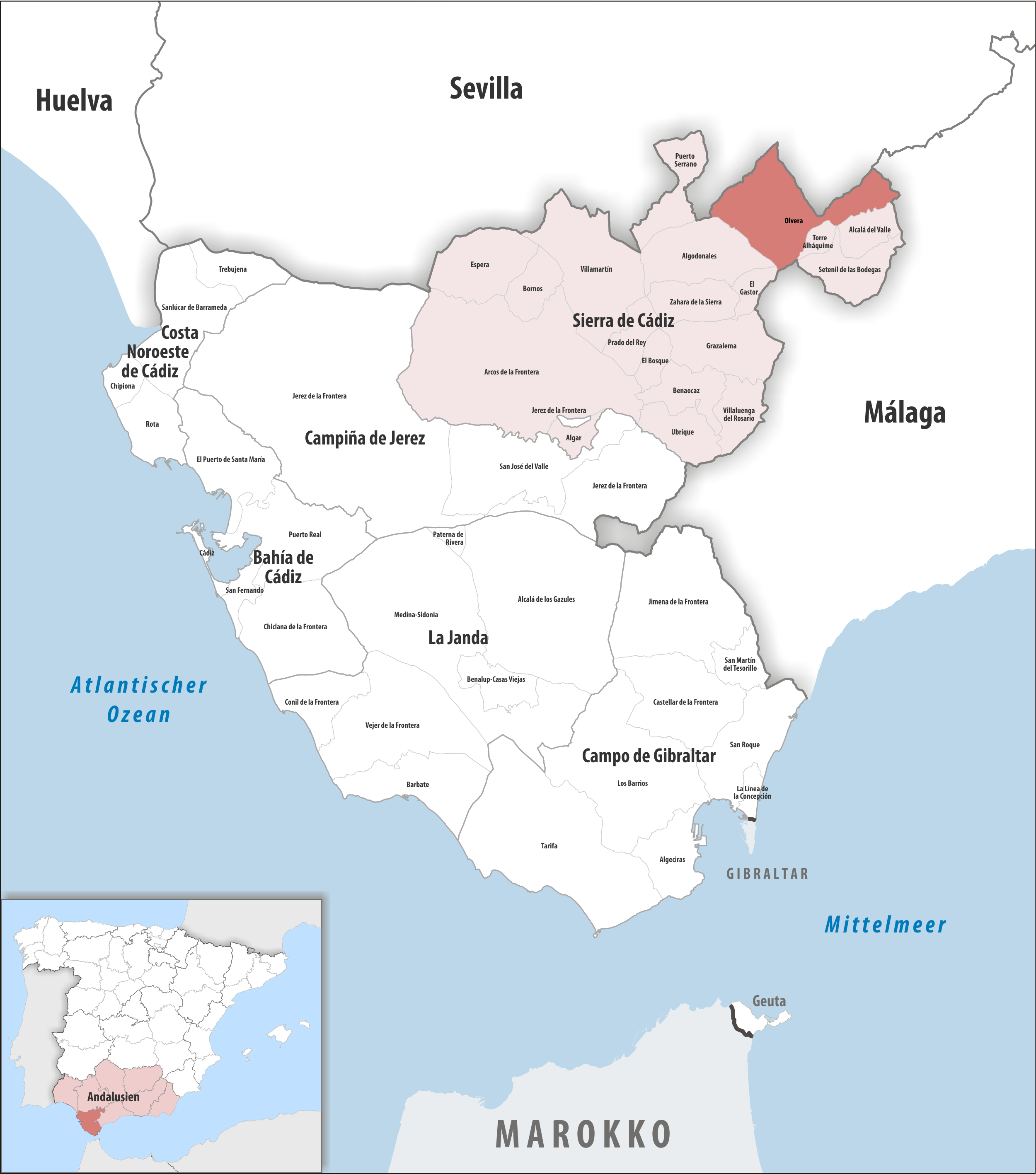
Olvera dans la province de Cadix / en Andalousie

### Localisation
La commune d'Olvera est dans la comarque de Sierra de Cadix, dans la pointe nord-est de la province de Cadix ; elle jouxte la province de Séville au nord et la province de Malaga au sud et à l'est (mais pas au sud-est).
Malaga est à 107 km est-sud-est ;
Marbella à 112 km au sud-est ;
Algésiras et Gibraltar sont à 164 km sud ;
Jerez de la Frontera à 97 km sud-ouest ;
Cadix à 126 km au sud-ouest ;
Séville à 101 km au nord-ouest.
La Vía Verde de la Sierra (es) se termine sur la commune, empruntant une ancienne voie de chemin de fer – et ses tunnels – pour joindre Olvera, Coripe et Puerto Serrano.

## Lieux et monuments

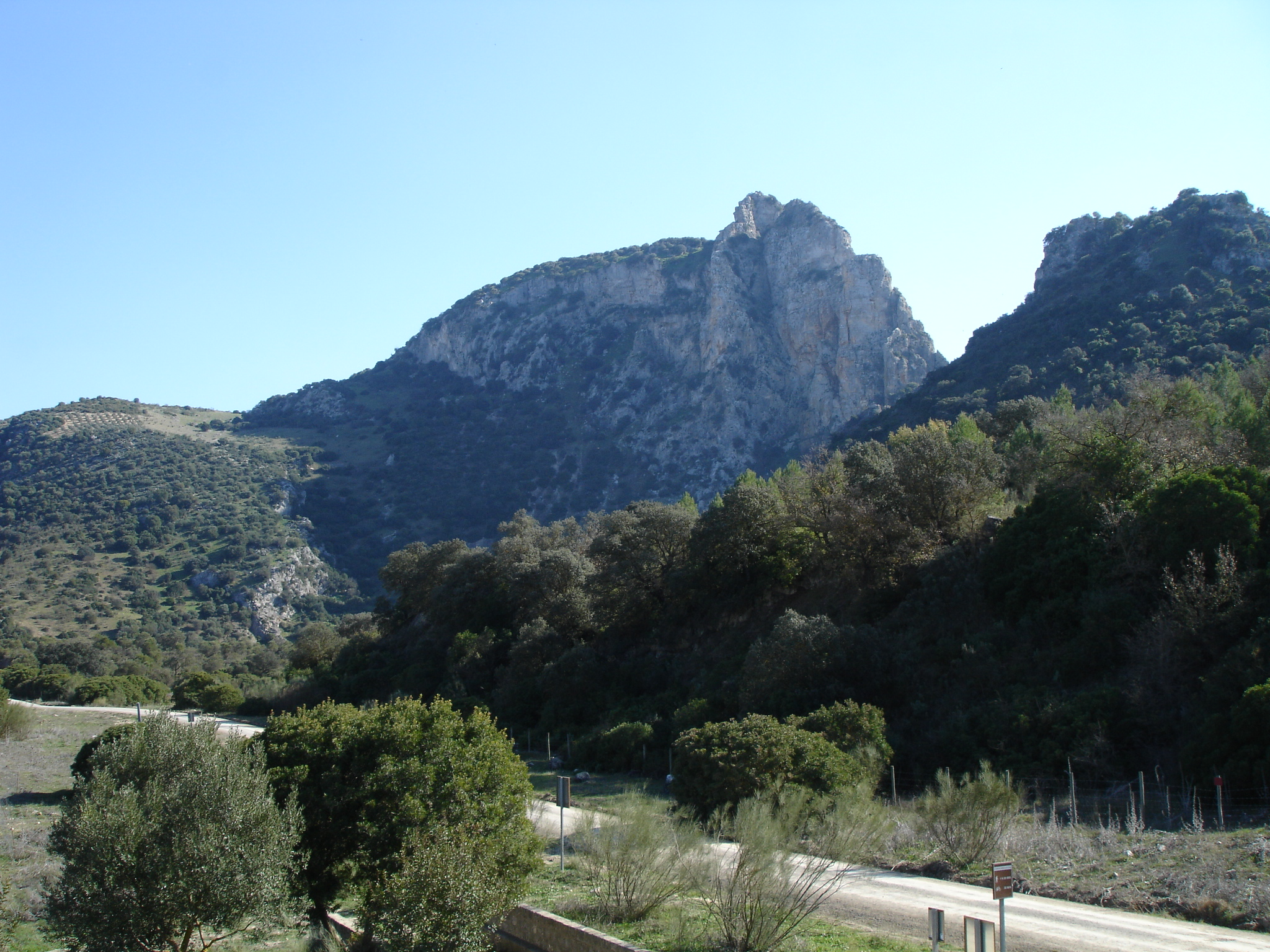
, à cheval sur Olvera et Coripe.

## Personnalités
- Remedios Solano Rodríguez (1969-), écrivaine, historienne et professeure, est née à Olvera.